# Stenus luctuosus
Stenus luctuosus är en skalbaggsart som beskrevs av Thomas Casey. Stenus luctuosus ingår i släktet Stenus och familjen kortvingar. Inga underarter finns listade i Catalogue of Life.